# Mission (paroissiale)

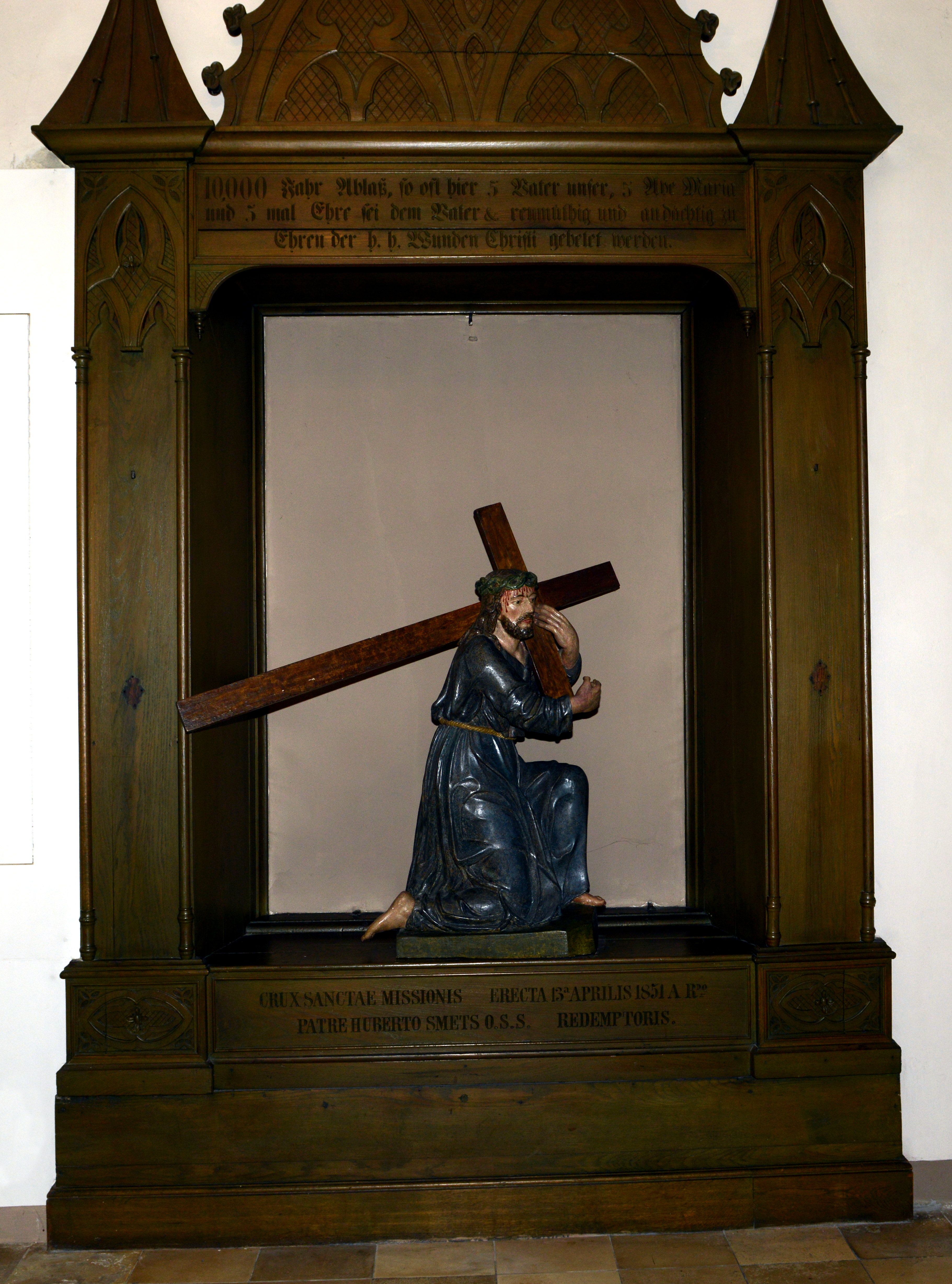
Croix commémorative d'une mission donnée à l'abbaye de Neimënster (Luxembourg) par un père rédemptoriste (1841).

Une mission paroissiale est une forme d'évangélisation visant à raviver la foi des communautés paroissiales, particulièrement dans les paroisses de campagne. Durant généralement plusieurs jours, une semaine ou même deux, elle consiste en une série d’exercices spirituels (processions, Adoration du Saint-Sacrement, récitations du chapelet, confessions, messes, etc) ponctués de prêches et conférences religieuses données par un groupe de prédicateurs venus de l’extérieur (souvent jésuites ou rédemptoristes) et se terminant par une grande célébration eucharistique. Souvent une croix, ou large crucifix, était érigée en un lieu public comme mémorial de la mission. Ces missions sont tombées en désuétude en Europe occidentale dans les années 1960. 

## Généralités
En Bretagne, les pères Michel Le Nobletz et Julien Maunoir furent particulièrement actifs au XVIIe siècle ; prédicateurs célèbres, ils parcoururent la province, n'hésitant pas à s'exprimer en breton, dans le cadre d'une politique de renouveau spirituel et réformes religieuses voulues par le concile de Trente dans toute l'Église catholique. Ils s'aidaient de taolennoù (tableaux de mission), ainsi que des statues, retables et sculptures des calvaires bretons pour illustrer leurs prêches. D'autres tableaux de mission ont été peints jusque dans la première moitié du XXe siècle.
De telles missions ont été organisées en France dans de nombreuses paroisses, ainsi qu'au Canada catholique, en moyenne une tous les 10 ou 15 ans, jusque vers 1970. Souvent, une croix de mission était érigée afin d'en conserver le souvenir et des bannières de mission étaient brodées pour l'occasion.

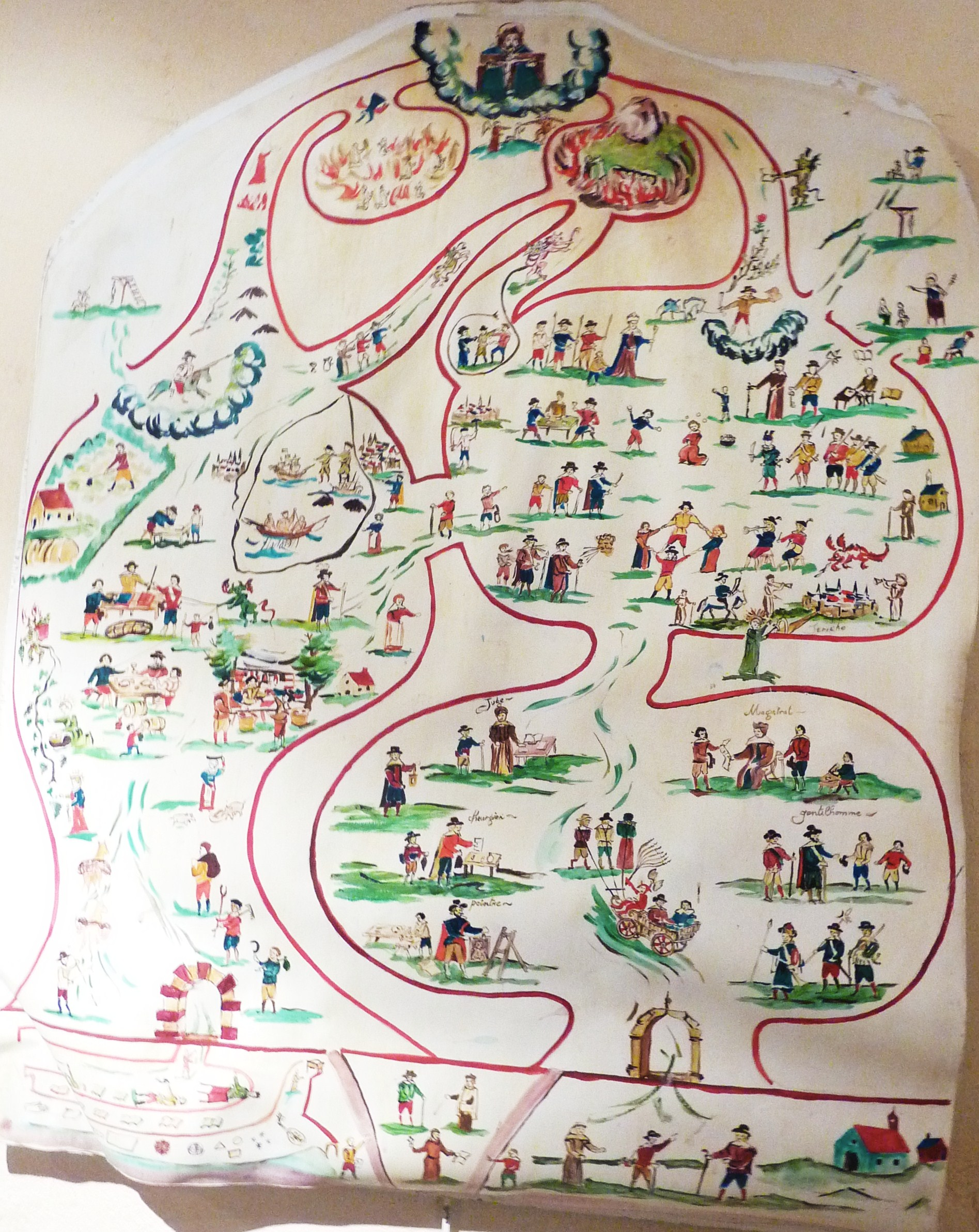
Tableau de mission utilisé par Michel Le Nobletz : la carte du miroir du monde
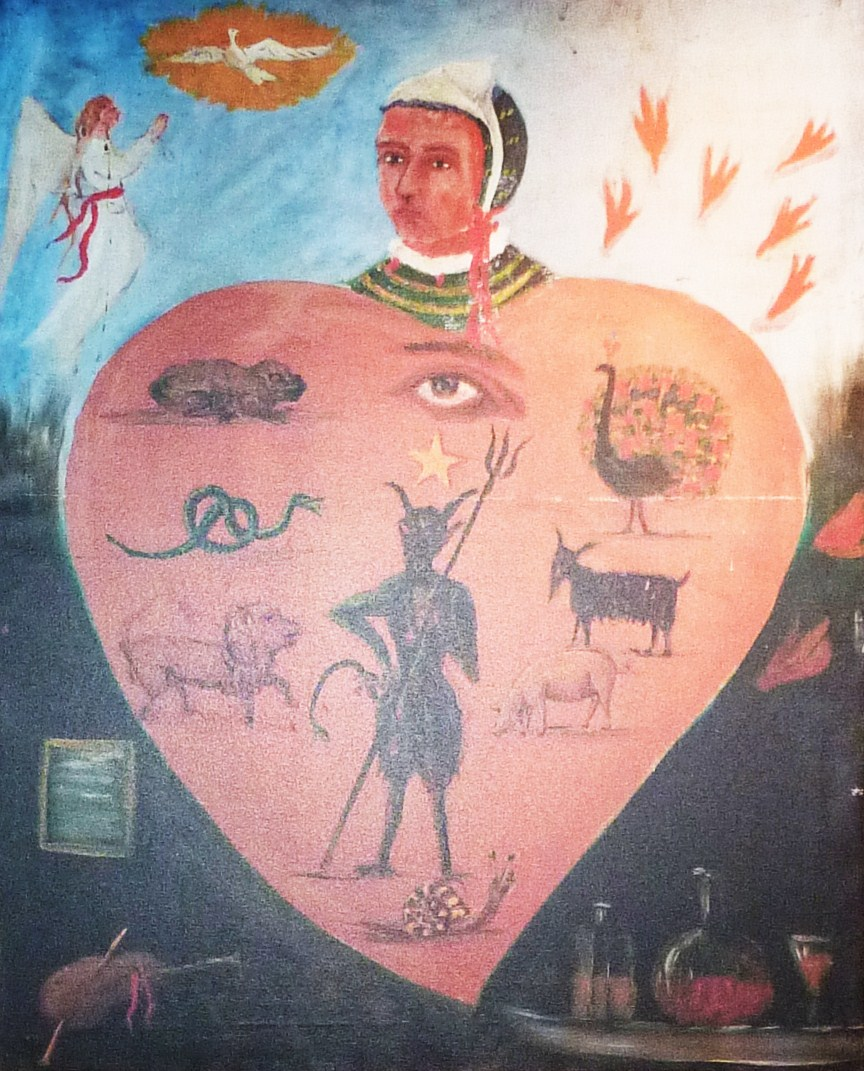
Tableau de mission peint par le chanoine Paul Peyron au début du XXe siècle : les sept péchés capitaux
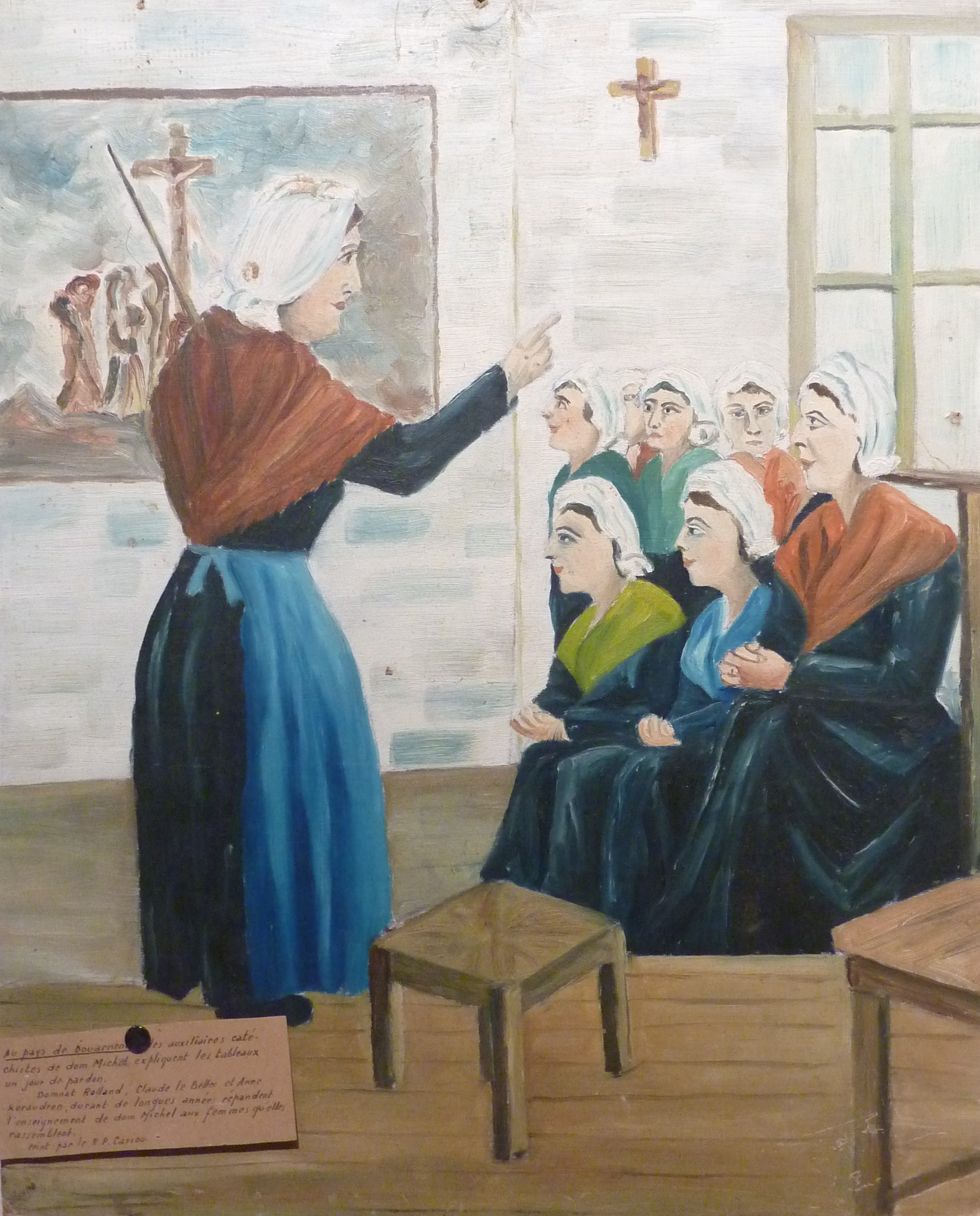
Tableau de mission peint par le R.P. Cariou au début du XXe siècle : une catéchiste enseignant à sept femmes

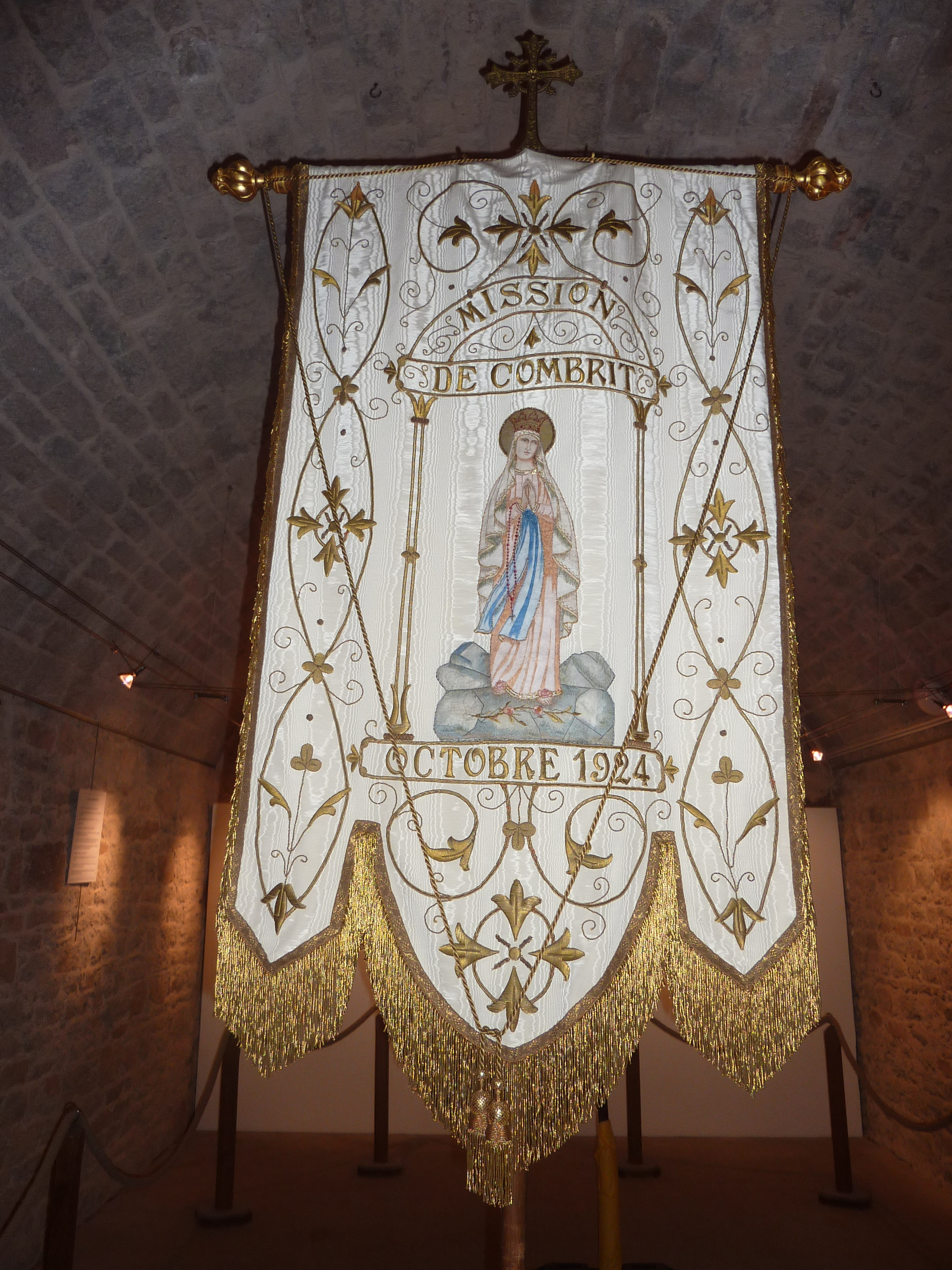
Bannière de mission de 1924 à Combrit
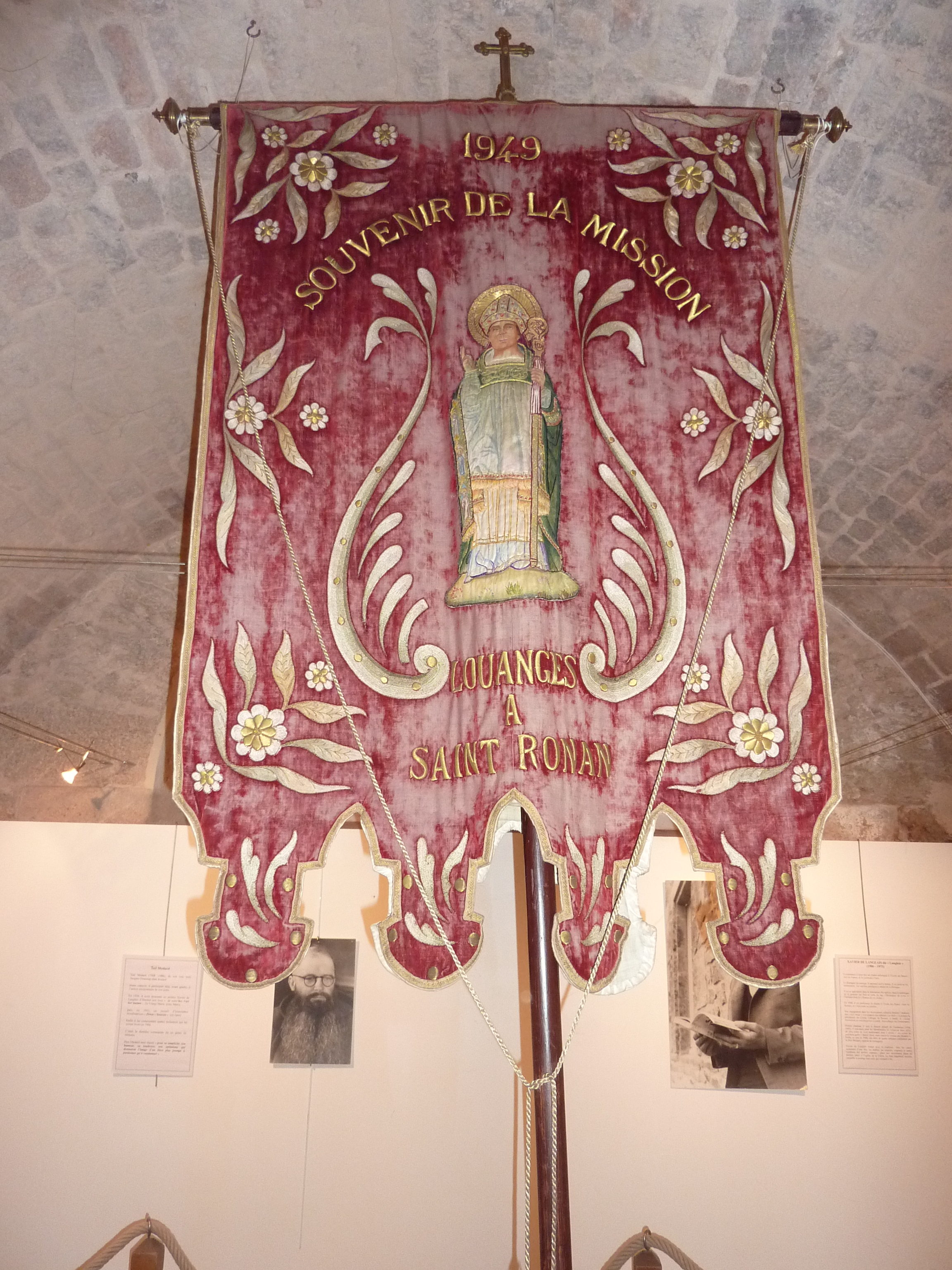
Bannière de mission en l'honneur de saint Ronan à Locronan en 1949
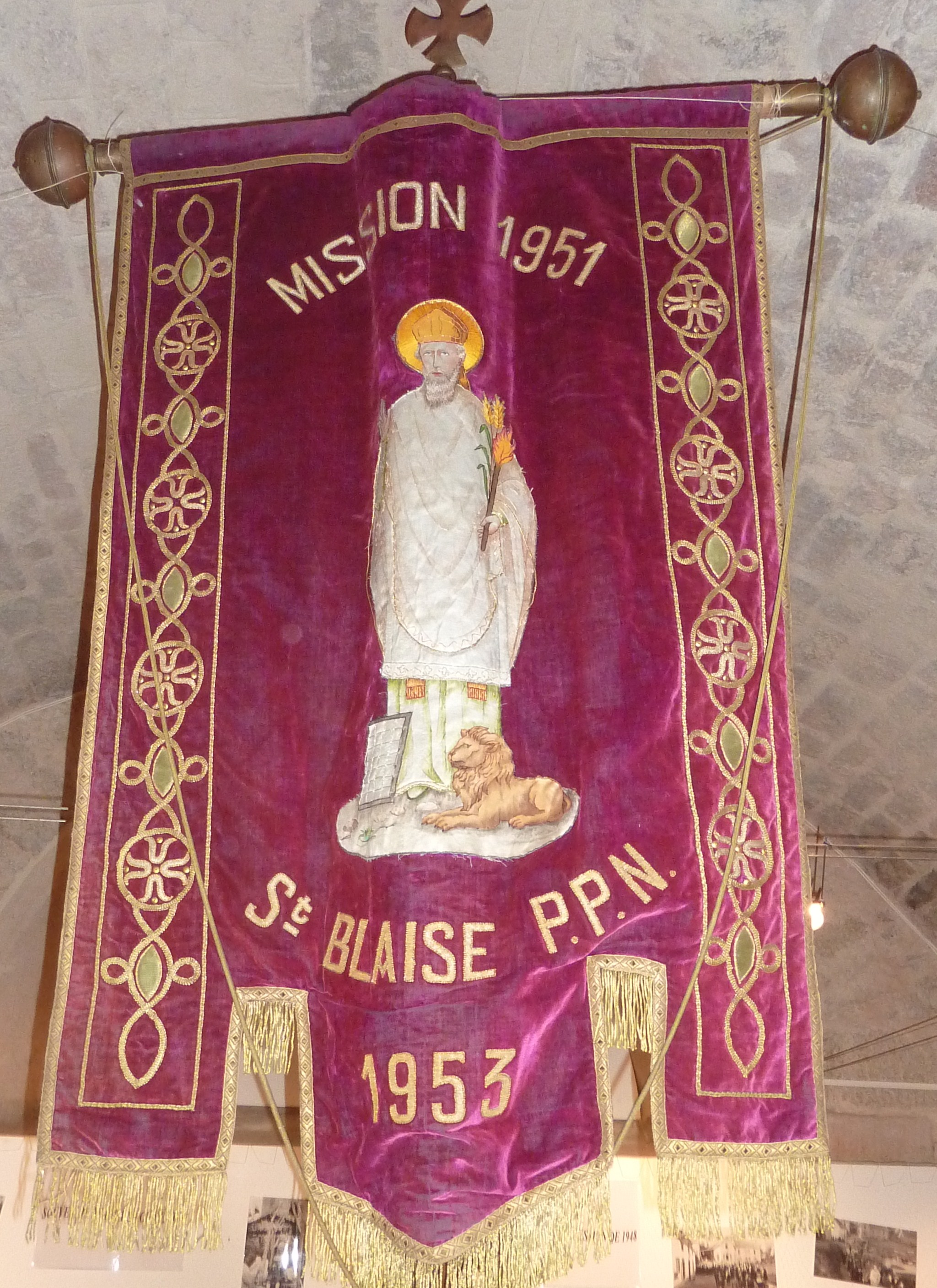
Bannière de mission de Saint-Blaise à Douarnenez datant de 1951
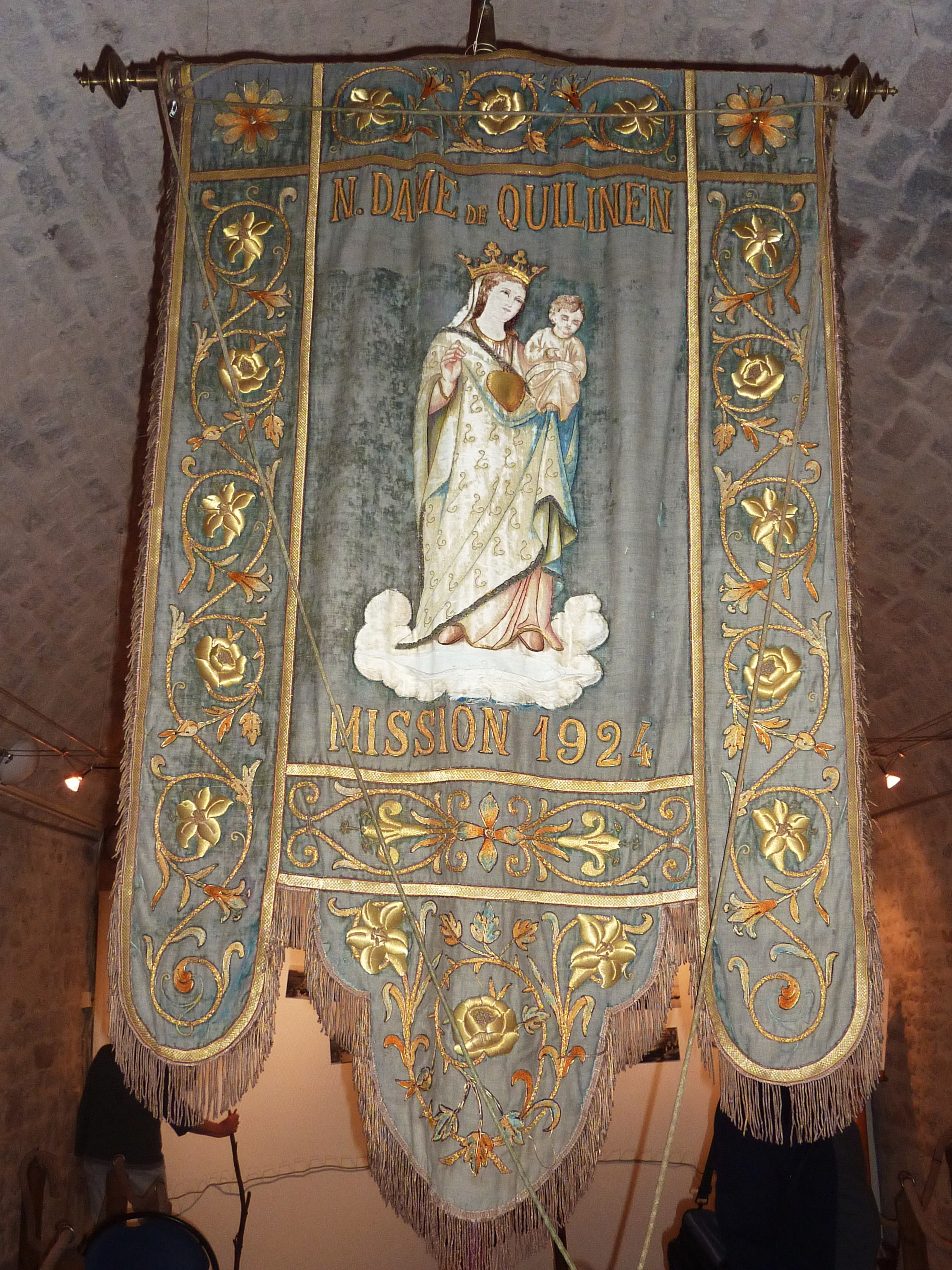
Bannière de mission de Notre-Dame de Quilinen à Landrévarzec datant de 1924

## Un exemple de mission: à Bolazec  (Finistère) en 1920
Bolazec, commune peuplée de 918 habitants en 1921, fait partie du « Trégor rouge », c'est-à-dire de la partie de la Bretagne largement déchristianisée, à la différence de la majeure partie de cette province à l'époque. C'est d'ailleurs la seule fois connue qu'une mission a été organisée dans cette paroisse, ce qui est exceptionnel car elles étaient généralement organisées périodiquement.
Une mission s'est déroulée à Bolazec du 18 au 27 juin 1920, prêchée par trois frères capucins venus de paroisses assez lointaines, l'un de Plogonnec, le deuxième de Goudelin, le troisième du séminaire de Pont-Croix. L'hebdomadaire Le Courrier du Finistère, qui appartient à l'évêché de Quimper, écrit : « L'église avait son assistance des grands jours le dimanche de la fête du Sacré-Cœur (...) lorsque le Père supérieur ouvrit la mission lors de la grand'messe ». Des cérémonies ont lieu tous les jours : « Le jeudi, pour la cérémonie des laboureurs, un trône s’élève au milieu du chœur.(...) Trois autels sont dressés près des fonts baptismaux, du confessionnal et de la Table Sainte et Jésus-Christ hostie est escorté par les hommes portant des cierges » ; le lendemain, deux cents personnes communient : « le vendredi, la grande croix de l’église a été descendue, une estrade se dresse comme la veille, au milieu du chœur. Le Christ y est déposé, entouré d’autant de couronnes qu’il y a de familles dans la paroisse. C’est le souvenir de mission qu'à la demande des Pères on emportera après la cérémonie pour le conserver au foyer et les assistants, avec un ordre que leur piété peut seule expliquer, viennent un à un baiser les pieds du Crucifix, et les mères y appliquer les lèvres de leur enfant. » Le dimanche suivant est jour de grande cérémonie et « 200 communiants vinrent se joindre aux 200 qui les avaient précédés. ».

#### Sur les missions paroissiales auXVIIesiècle
- Bernard Dompnier, « La France du premier XVIIe siècle et les frontières de la mission », dans Mélanges de l'École française de Rome. Italie et Méditerranée, t. 109, n°2, 1997, p. 621-652.

### Articles liés
- Évangélisation
- Missionnaire chrétien
- Missiologie
- Prédication